# Lázaro Borges
Lázaro Borges (La Habana, 19 de junio de 1986) es un atleta cubano de salto con pértiga. En su carrera deportiva, ostenta un título de subcampeón mundial, una medalla de oro en Juegos Panamericanos y dos medallas de oro en los Juegos Centroamericanos y del Caribe.

## Trayectoria
A los veintidós años de edad, Borges debutó en los Juegos Olímpicos de Pekín, aunque en dicha participación no estableció ninguna marca. Sin embargo, y tras superar una lesión, el año 2011 mejoró su rendimiento hasta alcanzar la marca mínima para participar en el Campeonato Mundial de Daegu.
En la justa mundial, y de manera inesperada, se llevó la medalla de plata con una marca de 5,90 m, récord nacional cubano. Además se consagró como el primero de su nacionalidad en alzarse con una medalla en esta especialidad, en una competencia de este nivel.
Para el mes de octubre de ese año, asistió a los Juegos Panamericanos de Guadalajara y también conquistó por primera vez para Cuba el primer lugar en la especialidad, y logró además una nueva marca de la competencia de 5,80 m.
Para el 2012, tenía en su agenda su segunda asistencia a los Juegos Olímpicos, esta vez en Londres, pero en dicho evento sufrió un incidente en el primer salto de la ronda de clasificación: su pértiga se quebró en tres pedazos cuando trataba de superar los 5,35 m, y aunque no sufrió lesión alguna, el incidente le impidió concentrarse para el resto de la competencia y su marca final de 5,50 m no bastó para clasificar a la final. El hecho le provocó mucho disgusto. Además, en el 2013 no pudo repetir su buena actuación de Daegu, cuando en el campeonato mundial de Moscú quedó relegado en la ronda preliminar con una marca de  5,40 m.
El 2014, el cubano retornó a las lides del atletismo tras superar el deceso de su padre. Fue en los Juegos Centroamericanos y del Caribe de Veracruz donde se impuso con un registro de 5,30 m, seguido por su compatriota Yankier Lara que marcó 5,10 m. Desde entonces sus resultados más relevantes los obtuvo en los Juegos Panamericanos de Toronto 2015 con un quinto puesto (5,40 m) y el 2018 con otra medalla de oro, aunque compartida con el colombiano Walter Viáfara, en los Juegos Centroamericanos y del Caribe de Barranquilla con una marca de 5,30 m. En los Juegos Panamericanos de 2019 en Lima ocupó la décima posición con un registro de 5,16 m.